# غذا و شراب
غذا و شراب (انگلیسی: Food & Wine) یک ماهنامهٔ تخصصی آمریکایی دربارهٔ آشپزی، غذا و شراب است که در سال ۱۹۷۸ بنیان‌گذاری شد. در این مجله دستور غذا، نکات آشپزی، اطلاعات سفر، نقد و بررسی رستوران و سرآشپزها و انتخاب مناسب شراب برای غذا ارائه می شود و بنا به‌گزارش نیویورک تایمز، نخستین بار آب‌معنی فرانسوی پریه، سیب‌زمینی ارغوانی پرویی و دندان‌ماهی پاتاگونیا را به عموم معرفی کرد.